# دنطوان متوسط
دنطوان متوسط (الاسم العلمي:Danthonia intermedia) هو نوع من النباتات يتبع جنس الدنطوان من الفصيلة النجيلية.